# Свобода Бъчварова
Свобода Тодорова Бъчварова (1925 – 2012) е българска писателка, редакторка и киносценаристка, едно от най-значимите имена в българското кино.

## Биография
Свобода Бъчварова е родена в Горна Джумая, България на 11 януари 1925 година в семейството на Тодор Ангелов – Божаната и Александра Шарланджиева. Произхожда от семейство с леви политически убеждения, което през 1925 година емигрира в Австрия, през 1926 година – във Франция, а по-късно са екстрадирани в Белгия. През този период Свобода Бъчварова се разболява от костна туберкулоза, а болестта ѝ оставя недъг за цял живот.
През 1930 г. в България е обявена амнистия за жените емигрантки и майката се завръща в България с дъщеря си, а бащата остава в Белгия, където взима участие в Съпротивата и е убит през 1943 година. Свобода Бъчварова е петгодишна, когато се завръща с майка си в България. Като ученичка споделя идеите на баща си и заради политическите си убеждения е арестувана.
След Деветосептемврийския преврат през 1944 година, майка ѝ Александра, по-известна като Саша Маркова, става обвинител в извънредния Народен съд, а Свобода заминава за Ленинград като студентка по естетика. Там, в разгара на Сталиновия терор и репресиите срещу съветската интелигенция, тя се запознава с творчеството на Марина Цветаева, Николай Гумильов, Всеволод Мейерхолд. Започва да чете и големите руски религиозни мислители – Николай Бердяев, Сергей Булгаков, Лев Шестов, Владимир Соловьов. Както Бъчварова по-късно споделя, точно тогава тя започва дълбоко да се съмнява в марксистката доктрина.
В началото на петдесетте години Свобода Бъчварова се завръща в България и става журналистка в културния отдел на вестник „Работническо дело“. След ХХ конгрес на КПСС и Априлския пленум на БКП през 1956 г. култът към Сталин е развенчан. Настъпва облекчаване на режима. Като гражданка и журналистка, тя защитава и утвърждава видни представители на новата българска култура – художници като Найден Петков, романите на Димитър Димов, Димитър Талев, Емилиян Станев, поезията на Джагаров, Левчев, Башев, Караангов, Валери Петров, Христо Радевски. Културният отдел на вестника, чиято душа е Свобода, се превръща в трибуна на новите идеи, на новото мислене, родено от „голямото размразяване“. Младата журналистка е душата на своеобразен интелектуален кръжок, в който участват Панчо Панчев, Иван Кирилов, Васил Джерекаров, Владимир Найденов, Радой Ралин, Добри Жотев, Блага Димитрова, Иван Радоев. Четат поемите на Александър Твардовски, романите на Александър Солженицин, следят дългите доклади на Хрушчов, речите на Толяти, Берлингуер и Сантяго Карильо, живеят с тревогите на Карибската криза и с образа на легендарния Че.
Благосклонното отношение към културния отдел на вестника, в който работи, е изгубено и отделът е разпуснат. Свобода Бъчварова започва работа в киното като редактор. Времето, в което започва да се занимава с кино, съвпада със златните години на българското кино – седемдесетте и началото на осемдесетте години на миналия век. Свобода Бъчварова се превръща в една от емблематичните личности за този културен ренесанс. „Един от нейните идеолози и водачи, човекът, който насърчаваше и подкрепяше, който ни поучаваше и иронизираше, който ни се караше, когато хленчехме и се смееше, когато се мислехме за велики, европеецът в шопското село Бояна (където се намира киноцентърът)“, разказва Владимир Ганев, сценарист на биографичния филм „По особено жесток начин“.
Като създател и ръководител на легендарния творчески колектив „Хемус“, тя дава път на творби на Георги Стоянов, Людмил Стайков, Вили Цанков, Методи Андонов, Христо Ганев и Бинка Желязкова. Приема и поддържа проектите на Христо Христов, Любомир Шаралиев, Иван Андонов, Никола Рударов, „Лачените обувки на незнайния воин“ на Рангел Вълчанов, детските филми на Иванка Гръбчева и др. Тя е съсценаристка, заедно с режисьора Георги Дюлгеров и актьора Руси Чанев, на филма „Мера според мера“, основан на нейния роман „Литургия за Илинден“.
От брака си с д-р Любен Бъчваров има една дъщеря Елица, омъжена за бразилски бизнесмен, от когото има две деца. От 1989 г. Свобода Бъчварова живее при нея. Семейството обитава през по-голямата част от годината къща в курортното градче Рио Кларо, разположено на 50 км от Рио де Жанейро, а по-рядко апартамент в престижния квартал на Рио де Жанейро – Бара да Тижука. В Рио Кларо Свобода пее в хора на местната руска църква.
През 2005 година президентът Георги Първанов я награждава по случай 80-ата ѝ годишнина с орден „Стара планина“.
През 2008 година Свобода Бъчварова се завръща в родината си, за да представи своята трилогия „По особено мъчителен начин“, документална сага, проследяваща житейския път на баща ѝ. На премиерата на трилогията тя споделя:
| „ | ...Аз си оставам свързана с България и особено с родния Пирински край, където всеки камък, всяка къща, всяка улица е една история. И затова се радвам, че съм тук и едновременно с това изпитвам мъка за още нерешените проблеми на тази многострадална страна, наречена България. Желая ви от все сърце кураж, успех и вяра... | “ |

Свобода Бъчварова умира на 27 юни 2012 година в Рио де Жанейро след едноседмичен престой в болница поради кръвоизлив и е погребана в Рио Кларо.

## Филмография

### Като сценарист
- „Жребият“ (7-сер. тв, 1993)
- „Бързо, акуратно, окончателно“ (тв, 1989)
- „Не знам, не чух, не видях“ (тв, 1984)
- „Опасен чар“ (тв, 1984)
- „Бумеранг“ (1979)
- „Фильо и Макензен“ (7-сер. тв, 1979)
- „Бой последен“ (1977) (заедно с Никола Русев и Зако Хеския)
- „Да изядеш ябълката“ (1976)
- „Спомен“ (1974)
- „На всеки километър“ (26-сер. тв, 1969, 1971)
- „Случаят Пенлеве“ (1967)
- „Призованият не се яви“ (1965)
- „Между релсите“ (1964)